# Eleutherococcus
Eleutherococcus ist eine Pflanzengattung innerhalb der Familie der Araliengewächse (Araliaceae). Die fast 40 Arten sind im östlichen Asien verbreitet. Einigen Arten werden in der traditionellen chinesischen Medizin verwendet.

## Beschreibung

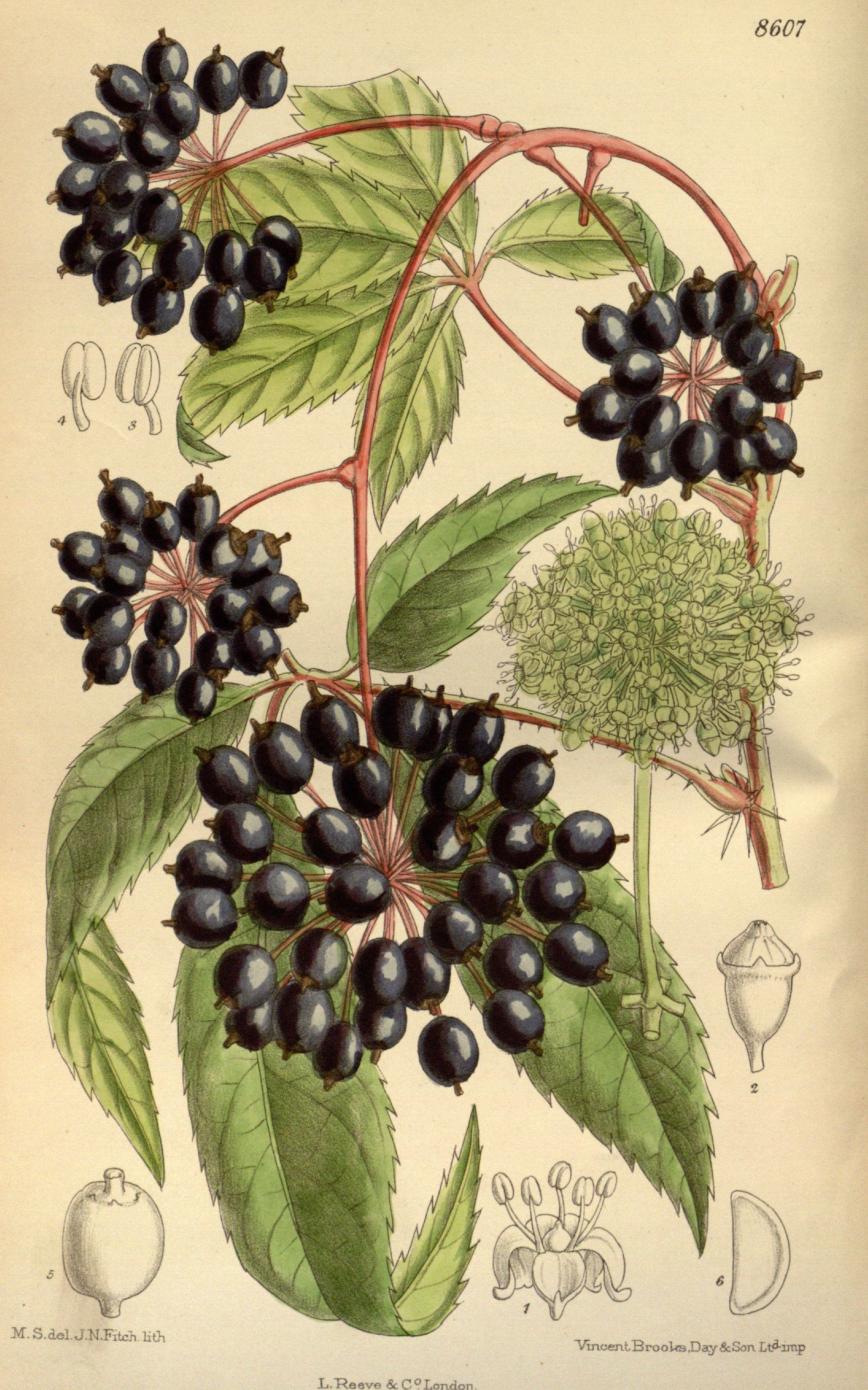
Illustration von Eleutherococcus leucorrhizus

### Vegetative Merkmale
Es sind meist sommergrüne Sträucher oder kleine Bäume. Sie sind meist bewehrt. Die lang gestielten Laubblätter sind handförmig geteilt. Nebenblätter sind vorhanden.

### Generative Merkmale
In ährigen Gesamtblütenständen stehen doldige Teilblütenstände zusammen. Die relativ kleinen, meist zwittrigen Blüten sind radiärsymmetrisch und fünfzählig. Es ist nur ein Kreis mit fünf Staubblättern vorhanden. Zwei bis fünf Fruchtblätter sind zu einem Fruchtknoten verwachsen. Die zwei bis fünf Griffel sind frei bis verwachsen.
Die reifen Früchte sind meist blau bis schwarz.

## Ökologie
Die Bestäubung erfolgt durch Insekten.

## Systematik und Verbreitung
Die Gattung Eleutherococcus wurde 1859 von Karl Johann Maximowicz in Primitiae Florae Amurensis, Seite 132, veröffentlicht in Mémoires Presentes a l'Académie Impériale des Sciences de St.-Pétersbourg par Divers Savans et lus dans ses Assemblées, Band 9 aufgestellt. Synonyme für Eleutherococcus sind Acanthopanax (Decne.& Planch.) Miq. und Plectronia Lour.
Die Eleutherococcus-Arten sind im östlichen Asien von der Himalaya-Region über China, das südöstliche Sibirien, Korea, Japan und Taiwan bis zu den Philippinen verbreitet. Das Zentrum der Artenvielfalt ist mit etwa 18 Arten das zentrale und westliche China.

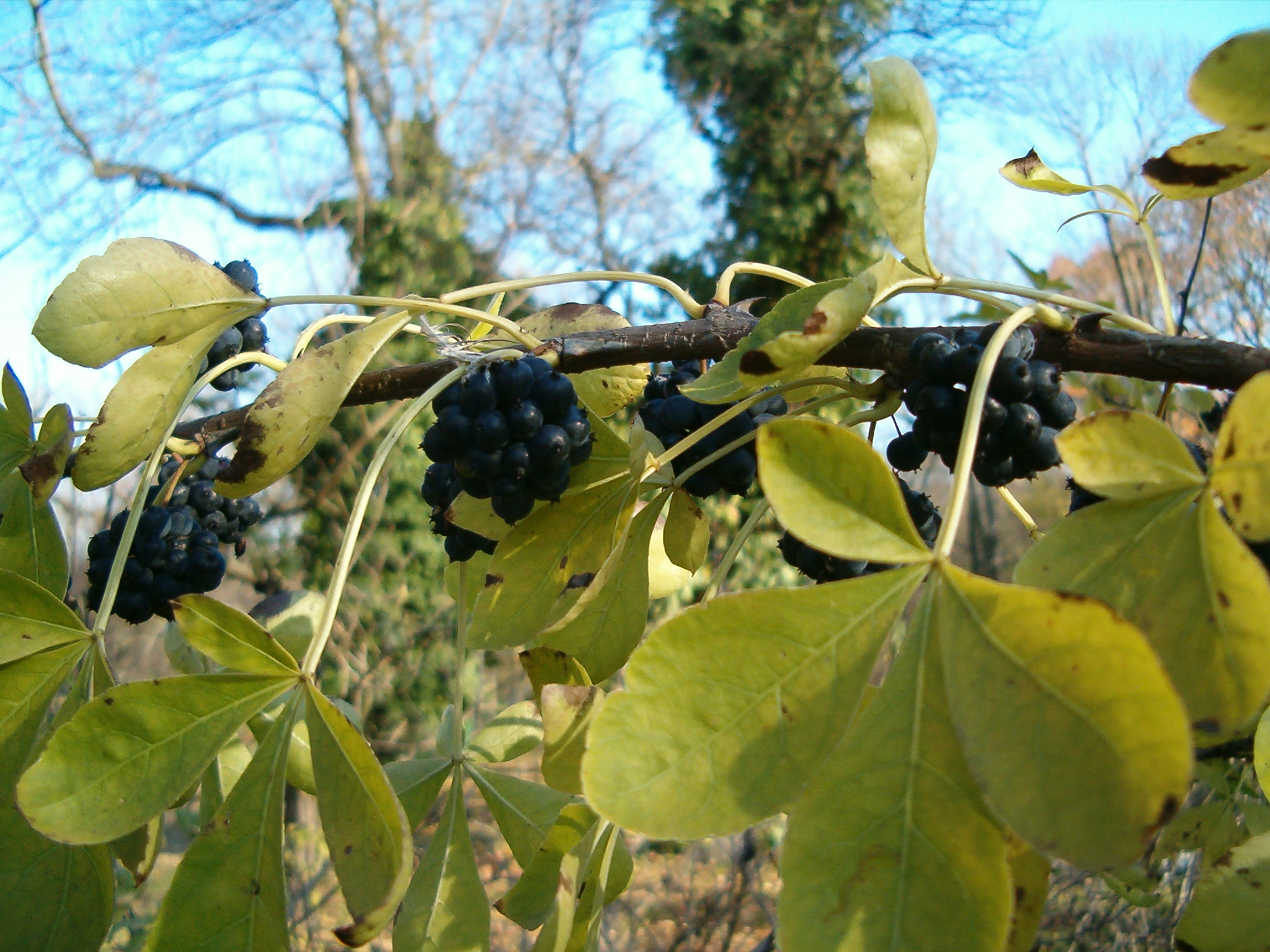
Früchte und geteilte Blätter von Eleutherococcus nodiflorus im Herbst

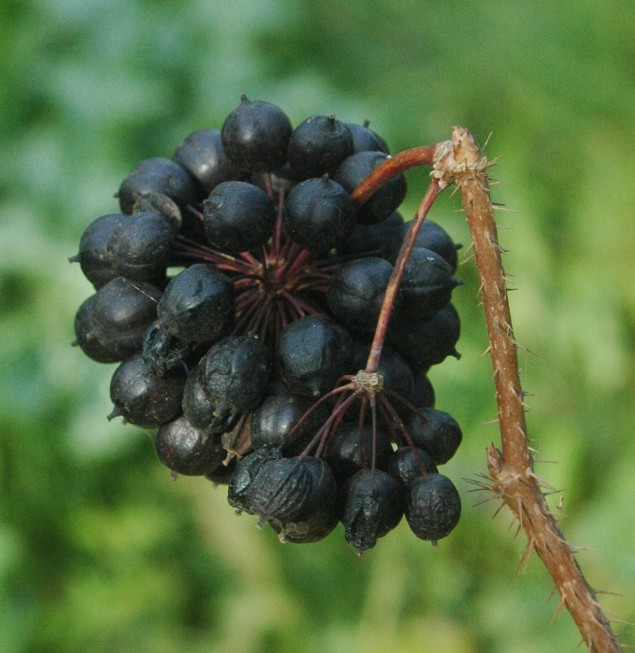
Fruchtstand der Borstigen Taigawurzel (Eleutherococcus senticosus)

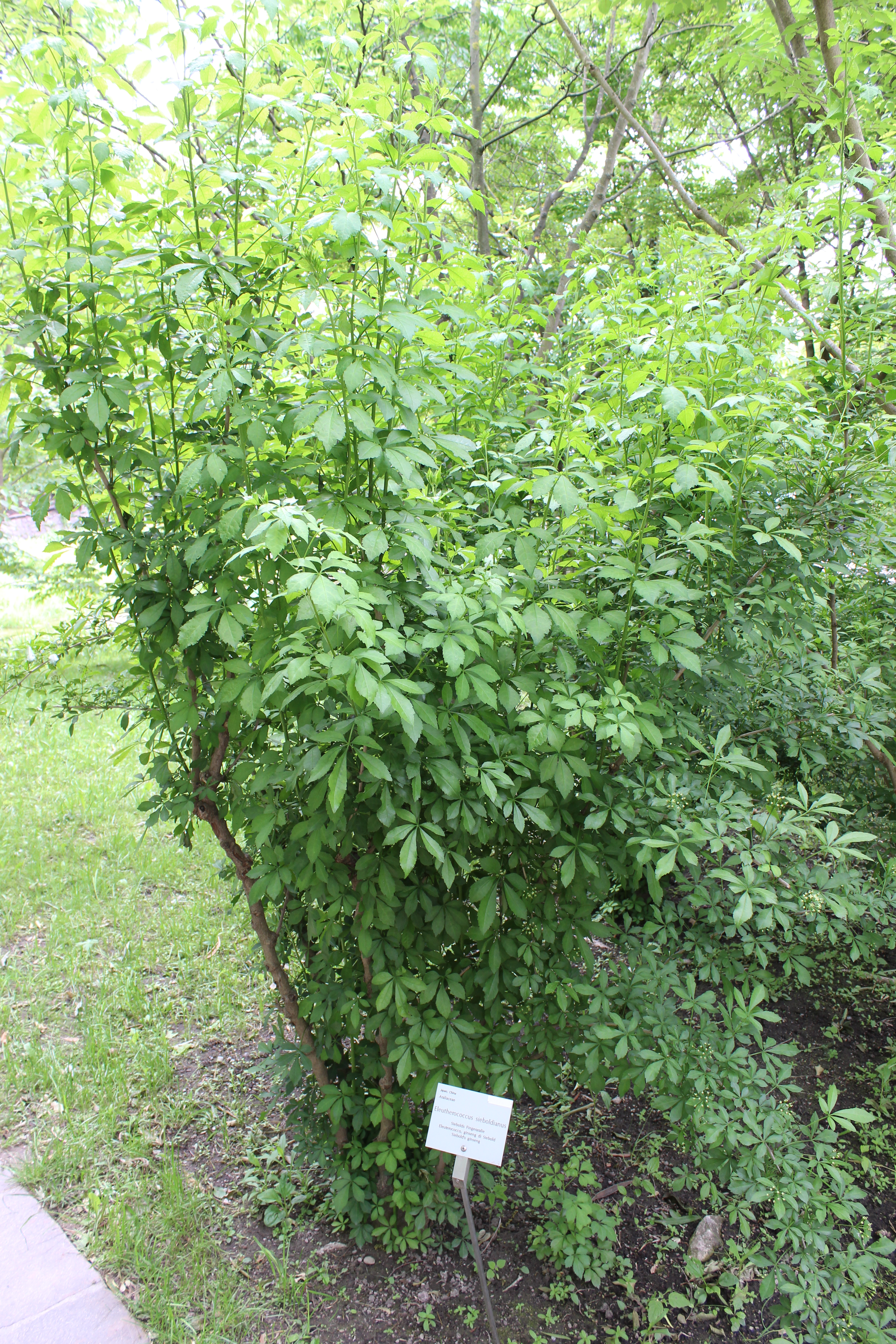
Habitus und geteilte Laubblätter von Eleutherococcus sieboldianus

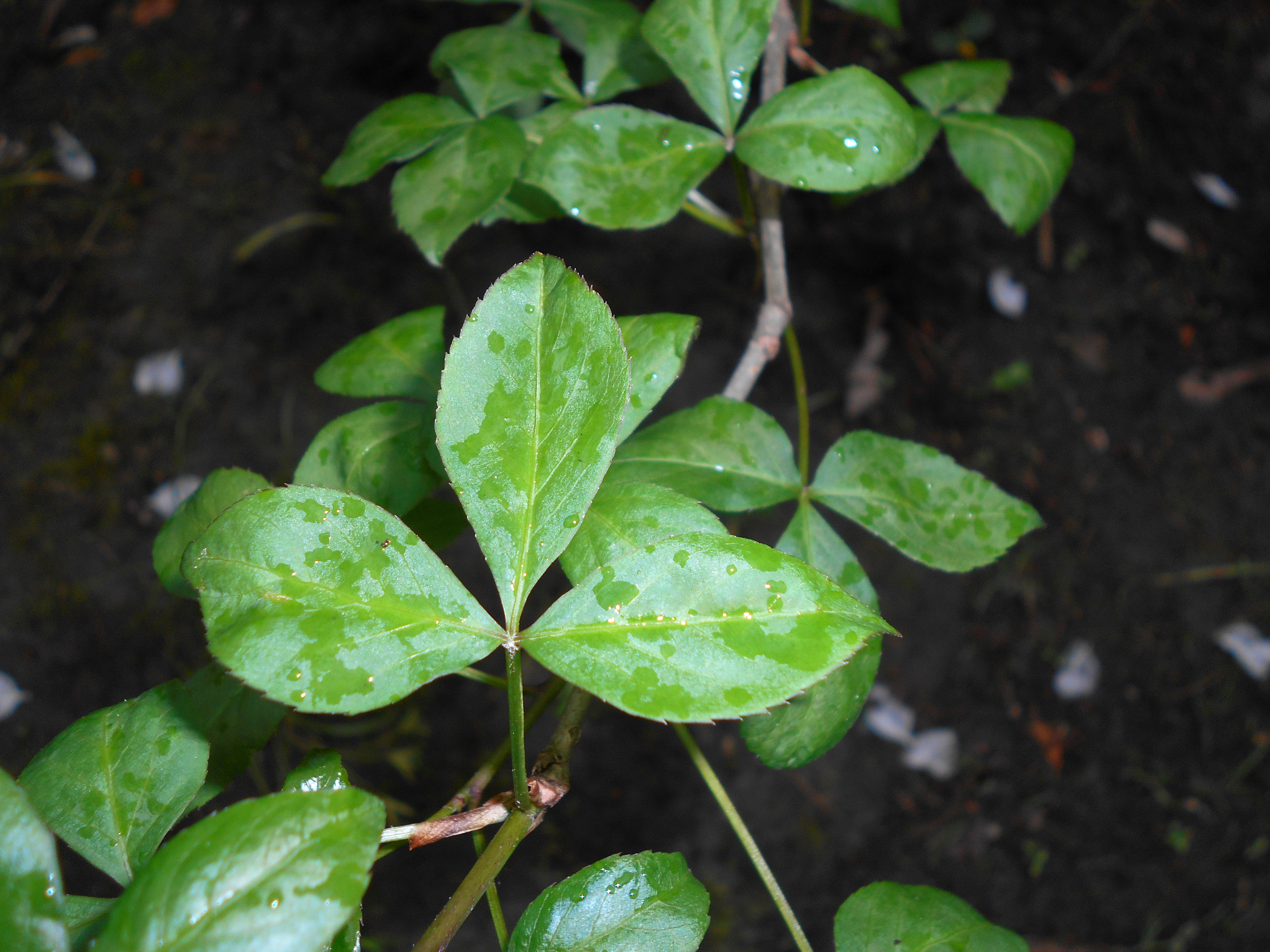
Handförmig geteilte Laubblätter von Eleutherococcus trifoliatus

In der Gattung Eleutherococcus gibt es fast 40 Arten:
- Eleutherococcus baoxinensis (X.P.Fang & C.K.Hsieh) P.S.Hsu & S.L.Pan: Dieser Endemit gedeiht nur an schattigen Hängen in dichten Wäldern in Höhenlagen von etwa 2200 Metern nur in Baoxing in der chinesischen Provinz Sichuan.[1]
- Eleutherococcus brachypus (Harms) Nakai (Syn.: Eleutherococcus obovatus (G.Hoo) H.Ohashi): Sie gedeiht in Höhenlagen von 1000 bis 2000 Metern in den chinesischen Provinzen Gansu, Ningxia sowie Shaanxi.[1]
- Eleutherococcus cissifolius (Griff. ex C.B.Clarke) Nakai (Syn.: Acanthopanax cissifolius (Griff. ex Seem.) Harms, Aralia cissifolia Griff. ex Seem.): Sie ist von Bhutan, Sikkim, Nepal bis Tibet und Yunnan verbreitet.[1]
- Eleutherococcus divaricatus (Siebold & Zucc.) S.Y.Hu (Syn.: Acanthopanax divaricatus (Siebold & Zucc.) Seem., Kalopanax divaricatus (Siebold & Zucc.) Miq., Panax divaricatus Siebold & Zucc., Eleutherococcus rufinervis (Nakai) S.Y.Hu): Sie kommt nur auf den japanischen Inseln Hokkaidō, Honshu, Kyushu sowie Shikoku vor.[4][3]
- Eleutherococcus eleutheristylus (G.Hoo) H.Ohashi: Sie gedeiht an Berghängen in den chinesischen Provinzen Gansu sowie Shaanxi (nur in Hua Shan).[1]
- Eleutherococcus giraldii (Harms) Nakai (Syn.: Eleutherococcus humillimus (Y.S.Lian & XueL.Chen) Y.F.Deng, Eleutherococcus yui (H.L.Li) S.Y.Hu): Sie gedeiht an Berghängen in Höhenlagen von 1300 bis 3500 Metern in den chinesischen Provinzen Gansu, Henan, Hubei, Ningxia, Qinghai, Sichuan, Shaanxi sowie Yunnan.[1]
- Eleutherococcus henryi Oliv. Es gibt zwei Varietäten:[1]
  - Eleutherococcus henryi Oliv. var. henryi (Syn.: Acanthopanax henryi (Oliv.) Harms): Sie gedeiht in Höhenlagen von 800 bis 3200 Metern in den chinesischen Provinzen Anhui, Henan, Hubei, Jiangxi, Shaanxi, Shanxi, Sichuan sowie Zhejiang.[1]
  - Eleutherococcus henryi var. faberi (Harms) S.Y.Hu (Syn.: Eleutherococcus connatistylus (S.C.Li & X.M.Liu) C.H.Kim & B.Y.Sun, Eleutherococcus huangshanensis C.H.Kim & B.Y.Sun): Sie gedeiht in Höhenlagen von 1200 bis 1700 Metern in den chinesischen Provinzen südliches Anhui (nur Huang Shan), südliches Shaanxi (nur Zhongnan Shan) sowie nordwestliches Zhejiang (nur Tianmu Shan).[1]
- Eleutherococcus higoensis (Hatus.) H.Ohba: Dieser Endemit kommt nur auf der japanischen Insel Kyushu vor.[3]
- Eleutherococcus hypoleucus (Makino) Nakai: Dieser Endemit  kommt nur auf der japanischen Insel Honshu vor.[3]
- Eleutherococcus japonicus (Franch. & Sav.) Nakai (Syn.: Acanthopanax japonicus Franch. & Sav., Eleutherococcus spinosus var. japonicus (Franch.& Sav.) H.Ohba): Sie kommt nur auf den japanischen Inseln Honshu, Kyushu sowie Shikoku vor.[4]
- Eleutherococcus lasiogyne (Harms) S.Y.Hu (Syn.: Eleutherococcus wardii (W.W.Sm.) S.Y.Hu): Sie gedeiht in Höhenlagen von 2000 bis 3400 Metern im südöstlichen Tibet und in den chinesischen Provinzen Sichuan sowie nordwestlichen Yunnan. Sie wird als Heilpflanze verwendet.[1]
- Eleutherococcus leucorrhizus Oliv. (Syn.: Acanthopanax leucorrhizus (Oliv.) Harms): Sie wird als Heilpflanze verwendet. Es gibt vier Varietäten:[1]
  - Eleutherococcus leucorrhizus var. fulvescens (Harms & Rehder) Nakai: Sie gedeiht in Höhenlagen von 1000 bis 3100 Metern in den chinesischen Provinzen nördliches Guangdong, Guizhou, westliches Henan, Hubei, Hunan, Jiangxi, Sichuan sowie Yunnan.[1]
  - Eleutherococcus leucorrhizus Oliv. var. leucorrhizus (Syn.: Eleutherococcus leucorrhizus var. brevipedunculatus Y.R.Ling, Eleutherococcus leucorrhizus var. axillaritomentosus (C.Ho) H.Ohashi, Eleutherococcus cuspidatus (G.Hoo) H.Ohashi): Sie gedeiht in Höhenlagen von 100 bis 3200 Metern in den chinesischen Provinzen Anhui, Gansu, Guangdong, Guizhou, Hubei, Hunan, Jiangxi, Shaanxi, Sichuan, Yunnan sowie Zhejiang.[1]
  - Eleutherococcus leucorrhizus var. scaberulus (Harms & Rehder) Nakai (Syn.: Eleutherococcus simonii (Simon-Louis ex Mouill.) Hesse): Sie gedeiht in Höhenlagen von 1000 bis 3000 Metern in den chinesischen Provinzen Anhui, nördliches Guangdong, Guizhou, westliches Henan, Hubei, Hunan, Jiangxi, Sichuan, Yunnan sowie Zhejiang.[1]
  - Eleutherococcus leucorrhizus var. setchuenensis (Harms) C.B.Shang & J.Y.Huang(Syn.: Eleutherococcus setchuenensis (Harms) Nakai, Eleutherococcus setchuenensis var. latifoliatus (C.Ho) H.Ohashi): Sie gedeiht in Höhenlagen von 1000 bis 3200 Metern in den chinesischen Provinzen Gansu, Guizhou, Henan, Hubei, Shaanxi sowie Sichuan.[1]
- Eleutherococcus nikaianus (Koidz. ex Nakai) H.Ohashi: Sie kommt nur auf den japanischen Inseln Honshu sowie Kyushu vor.[3]
- Eleutherococcus nodiflorus (Dunn) S.Y.Hu (Syn.: Eleutherococcus gracilistylus var. nodiflorus (Dunn) H.Ohashi, Eleutherococcus gracilistylus (W.W.Sm.) S.Y.Hu, Eleutherococcus villosulus (Harms) S.Y.Hu, Eleutherococcus nodiflorus (Dunn) S.Y.Hu, Eleutherococcus pubescens (Pamp.) C.H.Kim & B.Y.Sun): Sie gedeiht im östlichen Verbreitungsgebiet in Höhenlagen bis zu 1000 Metern und im westlichen bist zu 3000 Metern. Sie ist in Taiwan und in den chinesischen Provinzen südliches Anhui, Fujian, Gansu, Guangdong, Guangxi, Guizhou, Henan, Hubei, Hunan, südlichen Jiangsu, Jiangxi, Shaanxi, Shanxi, Sichuan, Yunnan sowie Zhejiang verbreitet. Sie wird als Heilpflanze verwendet.[1]
- Eleutherococcus rehderianus (Harms) Nakai (Syn.: Acanthopanax rehderianus Harms): Sie gedeiht in Höhenlagen von 2000 bis 2600 Metern in den chinesischen Provinzen Hubei, Shaanxi sowie Sichuan.[1]
- Eleutherococcus scandens (G.Hoo) H.Ohashi: Sie gedeiht in Höhenlagen unterhalb von 800 Metern in den chinesischen Provinzen Anhui, nördliches Fujian, Jiangxi sowie Zhejiang.[1]
- Borstige Taigawurzel (Eleutherococcus senticosus (Rupr. & Maxim.) Maxim., Syn.: Acanthopanax senticosus (Rupr. & Maxim.) Harms, Hedera senticosa Rupr. & Maxim.): Sie ist in China, Japan, Korea sowie Russland verbreitet. Sie wird als Heilpflanze verwendet.[1]
- Eleutherococcus sessiliflorus (Rupr. & Maxim.) S.Y.Hu (Syn.: Acanthopanax sessiliflorus (Rupr. & Maxim.) Seem., Panax sessiliflorus Rupr. & Maxim., Eleutherococcus seoulensis (Nakai) S.Y.Hu): Sie ist in China sowie Korea verbreitet.[3] Sie wird als Heilpflanze verwendet.[1]
- Eleutherococcus setosus (H.L.Li) Y.R.Ling: Sie gedeiht in Höhenlagen unterhalb von 1300 Metern in Taiwan und in den chinesischen Provinzen südliches Fujian, Guangdong, Guangxi, Guizhou, Hunan, Jiangxi sowie Yunnan.[1]
- Eleutherococcus setulosus (Franch.) S.Y.Hu (Syn.: Eleutherococcus pseudosetulosus C.H.Kim & B.Y.Sun, Eleutherococcus zhejiangensis (X.J.Xue & S.T.Fang) H.Ohashi): Sie gedeiht in Höhenlagen unterhalb 1300 Metern Taiwan und in den chinesischen Provinzen südliches Fujian, Guangdong, Guangxi, Guizhou, Hunan, Jiangxi sowie Yunnan.[1]
- Eleutherococcus sieboldianus (Makino) Koidz. (Syn.: Acanthopanax sieboldianus Makino): Sie kommt in Japan vor.[4]
- Eleutherococcus spinosus (L. f.) S.Y.Hu (Syn.: Acanthopanax spinosus (L. f.) Miq., Panax spinosum L. f.): Sie kommt nur auf den japanischen Inseln Honshu sowie Kyushu vor.[4]
- Eleutherococcus trichodon (Franch. & Sav.) H.Ohashi: Dieser Endemit kommt nur im südlichen bis südwestlichen Teil der japanischen Insel Honshu vor.[3]
- Eleutherococcus trifoliatus (L.) S.Y.Hu (Syn.: Acanthopanax aculeatus (Aiton) Witte, Acanthopanax trifoliatus (L.) Voss, Zanthoxylum trifoliatum L.): Sie ist in Indien, Thailand, China, Japan und auf den Philippinen verbreitet. Sie wird als Heilpflanze verwendet.[1]
- Eleutherococcus verticillatus (G.Hoo) H.Ohashi (Syn.: Eleutherococcus xizangensis (Y.R.Li) H.Ohashi): Sie gedeiht in schattigen und feuchten Wäldern in Höhenlagen von 2900 bis 3200 Metern nur im südöstlichen Teil des autonomen Gebietes Tibet. Sie wird als Heilpflanze verwendet.[1]
- Eleutherococcus wilsonii (Harms) Nakai: Es gibt zwei Varietäten:[1]
  - Eleutherococcus wilsonii (Harms) Nakai var. wilsonii (Syn.: Eleutherococcus nanpingensis (X.P.Fang & C.K.Hsieh) P.S.Hsu & S.L.Pan, Eleutherococcus stenophyllus (Harms) Nakai): Sie gedeiht in Höhenlagen von 2500 bis 3600 Metern in Tibet und in den chinesischen Provinzen südliches Gansu, westliches Hubei, südliches Shaanxi, Sichuan sowie Yunnan.[1]
  - Eleutherococcus wilsonii var. pilosulus (Rehder) P.S.Hsu & S.L.Pan (Syn.: Eleutherococcus pilosulus (Rehder) C.H.Kim & B.Y.Sun, Eleutherococcus giraldii var. pilosulus (Rehder) S.Y.Hu): Sie gedeiht in Höhenlagen von 2400 bis 2900 Metern in den chinesischen Provinzen Gansu sowie Qinghai.[1]